# Grand Conseil du canton d'Appenzell Rhodes-Intérieures
Appenzell
Le Grand Conseil du canton d'Appenzell Rhodes-Intérieures (en allemand Grosser Rat des Kantons Appenzell Innerrhoden) est le parlement du canton d'Appenzell Rhodes-Intérieures. Son rôle est différent des autres parlements cantonaux, car le canton d'Appenzell Rhodes-Intérieures maintient le système de la Landsgemeinde.

## Composition
Le Grand Conseil est composé de 50 membres.

## Élection
Les députés sont élus dans chaque district du canton (ce dernier étant dépourvu de communes), qui font office de circonscription électorale. Chaque district a le droit à un minimum de quatre sièges (pour un total de 24), le reste (26 sièges) est divisé en fonction de la population de chaque district. La répartition est comme suit :
| District       | Nombre de sièges |
| -------------- | ---------------- |
| Appenzell      | 18               |
| Schwende       | 7                |
| Rüte           | 11               |
| Schlatt-Haslen | 4                |
| Gonten         | 4                |
| Oberegg        | 6                |

## Compétences et organisation
Contrairement à d'autres cantons en Suisse, l'autorité législative n'est pas le Grand Conseil, mais la Landsgemeinde. Cette dernière n'élit toutefois pas les membres du Grand Conseil.
Le Grand Conseil se réunit en session ordinaire cinq fois par an  et siège à Appenzell.
Le Grand Conseil décide, entre autres, des règles de procédure de la Landsgemeinde et de l'octroi du droit de cité cantonal. Il propose à la Landsgemeinde des projets de lois et de révision de la Constitution cantonale. Lorsque la Landsgemeinde a légiféré, il imcombe au Grand Conseil d'édicter des dispositions d'exécution (sous forme d'ordonnance), rôle réservé à l'exécutif cantonal (Conseil d'État dans les cantons romands).
Il exerce la surveillance dans autres organes cantonaux.
Le règlement du Grand Conseil ne prévoit pas que les députés se réunissent au sein de groupes (en allemand Fraktion), comme ils pourraient le faire dans les autres cantons ou bien aux Chambres fédérales. Pour cette raison, selon les services du Grand Conseil, une liste des députés par parti n'est pas établie mais le site recense des « liens d'intérêts » (Interessenbindung) affichant parfois le nom d'un parti.

### Bases légales
- Verfassung für den Eidgenössischen Stand Appenzell I. Rh.  (Cst./AI) du 24 novembre 1872 (état au 1er mai 2018), GS 111.1.